# Zhongguo de hao nü ren men
Zhongguo de hao nü ren men (em chinês: 中国的好女人们; lançado no Brasil como As boas mulheres da China, no Brasil, e em Portugal como Mulheres da China) é o título do livro de estreia da jornalista chinesa Xinran. A autora foi apresentadora de um programa de rádio em Nanquim entre 1989 e 1997, denominado "Palavras na brisa noturna". Nele, discutia aspectos do cotidiano e dava conselhos aos ouvintes.
Fez tanto sucesso que começou a receber inúmeras cartas de mulheres, contando os dramas pessoais. Xinran reuniu, nessa obra, algumas das histórias que chegaram ao conhecimento a partir daquelas correspondências. São narrativas contundentes e chocantes a respeito da condição feminina na China, sob o regime socialista em época de Revolução Cultural, do presidente Mao Tse Tung, para um reafirmamento das ideias marxistas. Trata-se do primeiro livro da autora, que é, atualmente, professora na Universidade de Londres.

## Adaptação
Em 2009, o livro foi adaptado para o teatro por Fábio Porchat, intitulado "Palavras na brisa noturna" e estrelado pelas atrizes Patrícia Vazquez, Cristina Rudolph, Pollyanna Rocha, Fernanda Maia e Regina Gutman. A peça de teatro foi livremente inspirada em cinco relatos do livro, transformados em cinco monólogos sobre os dramas das mulheres do século XX. Cada monólogo foi apresentado por uma atriz diferente e abordou temas como violência, conflitos pessoais, sexualidade, opressão, dentre outros sentimentos e situações.